# باغونداس
باغونداس (Παγώνδας؛ ابن أيوليداس، وكان جنرالاً وسياسياً من طيبة)، ويشتهر بقيادته للقوات البويوتية في معركة ديليوم خلال الحرب البيلوبونيسية. وكانت تعديلاته على تشكيلات الهوبتيل القياسية وأسلوبه في استخدام سلاح الفرسان في الاحتياط في تلك المعركة، شكل ما يتفق معظم المؤرخين، على أنه أول استخدام للتكتيكات العسكرية الرسمية المسجل في التاريخ البشري.